# Leutschach
Leutschach è una frazione di 567 abitanti del comune austriaco di Leutschach an der Weinstraße, nel distretto di Leibnitz (Stiria). Già comune mercato autonomo, il 1º gennaio 2015 è stato fuso con gli altri comuni soppressi di Eichberg-Trautenburg, Glanz an der Weinstraße e Schloßberg per costituire il nuovo comune mercato (Marktgemeinde), del quale Leutschach è capoluogo.